# Deven Fagan
Deven Fagan (ur. 18 stycznia 2002 w Brownfield) – amerykański narciarz dowolny, specjalizujący się w konkurencjach: slopestyle oraz big air, brązowy medalista mistrzostw świata juniorów.

## Kariera
Starty na arenie międzynarodowej rozpoczął w lutym 2017 roku w zawodach z cyklu Pucharu Ameryki Północnej. W zawodach tej rangi odnosił sukcesy, wygrywając między innymi klasyfikację slopestyle’u oraz zajmując 2. lokatę w klasyfikacji generalnej cyklu w sezonie 2018/2019. W kwietniu 2019 roku zadebiutował podczas mistrzostw świata juniorów w Kläppen. Na tej imprezie zdobył brązowy medal w big air, natomiast konkurs slopestyle’u ukończył na 5. pozycji.
W styczniu 2019 zadebiutował w zawodach z cyklu Pucharu Świata. W pierwszym w karierze konkursie tej rangi zajął odległą, 41. lokatę w slopestyle’u rozgrywanym we włoskim Seiser Alm. Pierwsze punkty w cyklu zdobył w marcu 2019 roku w amerykańskim Mammoth Mountain, tym razem kończąc rywalizację w slopestyle’u na 29. lokacie. W tym samym miejscu, w styczniu 2020 roku po raz pierwszy w karierze stanął na podium zawodów PŚ, plasując się na 3. pozycji ponownie w zawodach w slopestyle’u. W sezonie PŚ 2019/2020 zajął 7. miejsce w klasyfikacji slopestyle’u.
W czerwcu 2020 roku, wraz ze swoim bratem bliźniakiem Kiernanem, zostali zawieszeni przez amerykańską federację narciarską za zamieszczanie rasistowskich wpisów w swoich mediach społecznościowych. Skutkowało to również zerwaniem z zawodnikami kontraktów sponsorskich.

## Osiągnięcia

### Puchar Świata
Opracowano na podstawie materiału źródłowego

#### Miejsca w klasyfikacji generalnej
- sezon 2018/2019: 272.
- sezon 2019/2020: 53.

#### Miejsca w klasyfikacji slopestyle
- sezon 2018/2019: 64.
- sezon 2019/2020: 7.

#### Miejsca na podium w zawodach
1. Mammoth Mountain – 31 stycznia 2020 (slopestyle) – 3. miejsce